# Hoxhaismo

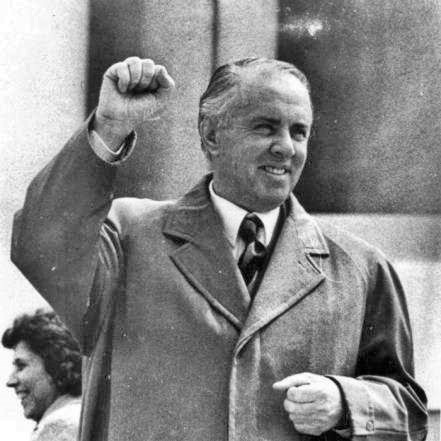
Enver Hoxha

Per hoxhaismo (o enverismo) si intende una corrente di pensiero, riconducibile al cosiddetto marxismo-leninismo antirevisionista, diffusa alla fine degli anni settanta in seguito alla rottura tra il Partito Comunista Cinese e il Partito del Lavoro d'Albania nel 1978.
Prende il nome dal leader albanese Enver Hoxha, fautore di una visione politica improntata alla strenua difesa dell'esperienza stalinista e quindi critica nei confronti di ogni altra declinazione del pensiero comunista, tacciata di revisionismo.

## Collocazione internazionale
Diretta conseguenza di questa visione fu la peculiare collocazione internazionale dell'Albania: dapprima alleata dell'Unione Sovietica, e per questo ostile verso la vicina Jugoslavia di Tito, alla morte di Stalin irrigidì le relazioni con Mosca e in seguito alla crisi sino-sovietica del 1960 avvicinò la Cina, decidendo di ritirarsi definitivamente dal Patto di Varsavia nel 1968, in reazione all'invasione della Cecoslovacchia.
La morte di Mao nel 1976 e la sconfitta della Banda dei quattro nella successiva lotta intestina al Partito Comunista Cinese tra il 1977 e il 1978 portò l'Albania alla rottura con la Cina e all'isolamento internazionale, mentre Hoxha si ergeva a baluardo antirevisionista accusando la potenza sovietica e quella cinese di social-imperialismo.

## Diffusione ed eredità
In quegli anni la tendenza politica ispirata da Hoxha trovò seguito presso una parte delle forze politiche di ispirazione maoista in varie parti del mondo. Soprattutto in America Latina adottarono posizioni hoxhaiste partiti rilevanti come l'EPL in Colombia, il Partito Comunista Marxista-Leninista in Ecuador, il Partito Comunista Cileno d'Azione Proletaria e, per un breve periodo, il Partito Comunista in  Brasile.
Dopo la caduta del regime socialista in Albania le forze politiche hoxhaiste sono raggruppate in una rete internazionale denominata Conferenza internazionale dei partiti e delle organizzazioni marxisti-leninisti (Unità e lotta).